# Produkt bankowy
Produkt bankowy – każdy rodzaj usługi oferowanej klientowi przez bank.
Istnieje wiele sposobów klasyfikacji produktów bankowych. Ze względu na przedmiot czynności bankowej można je podzielić na trzy grupy:
- różne formy i rodzaje finansowania dla klientów,
- różne formy lokowania środków finansowych przez klientów, które są źródłem finansowania działalności banku,
- produkty służące obsłudze bieżącej działalności podmiotów gospodarczych i osób fizycznych – głównie związane z operacjami rozliczeniowymi.

Zaspokajają one potrzebę oszczędzania, zabezpieczenia przyszłości oraz racjonalnego i efektywnego gospodarowania wolnymi środkami finansowymi.
Inny podział produktów bankowych, zgodny z segmentacją rynku finansowego:
- produkty rynku pieniężnego,
- produkty rynku kapitałowego,
- produkty rynku kredytowego,
- produkty rynku pochodnych instrumentów finansowych (nazywane derywatywami lub derywatami),
- produkty rynku walutowego.

Duża część produktów bankowych oferowana jest w identycznej formie wielu klientom. To są tzw. produkty standardowe (ang. off-the-shelf – z półki). Niektóre parametry produktu, takie jak: regulamin produktu, wzór umowy, zasady księgowania, czas i sposób realizacji, są niezmienne. Zmieniać się może natomiast cena, w zależności od klienta lub grupy klientów. Przykładowo, w przypadku produktów oferowanych dla podmiotów prowadzących działalność gospodarczą, takimi produktami standardowymi mogą być: rachunek bieżący, polecenie przelewu, karta płatnicza, wyciąg z rachunku, wpłaty i wypłaty gotówkowe, system bankowości elektronicznej. Oczywiście są również produkty niestandardowe, przygotowywane pod konkretnego klienta w ramach tzw. usług private banking. Przykładem takich produktów są np. lokaty negocjowane, przy których bank może zgodzić się na niestandardowe okresy lub oprocentowanie.
Przykłady produktów bankowych:
- kredyty
- konta rozliczeniowe
- konta oszczędnościowe
- depozyty
- karty kredytowe
- karty płatnicze
- cyfrowy portfel (portfel elektroniczny)
- faktoring
- leasing
- akredytywy
- skrytki sejfowe
- doradztwo
- poręczenia
- gwarancje
- organizacja emisji długu